# Робітничий рух

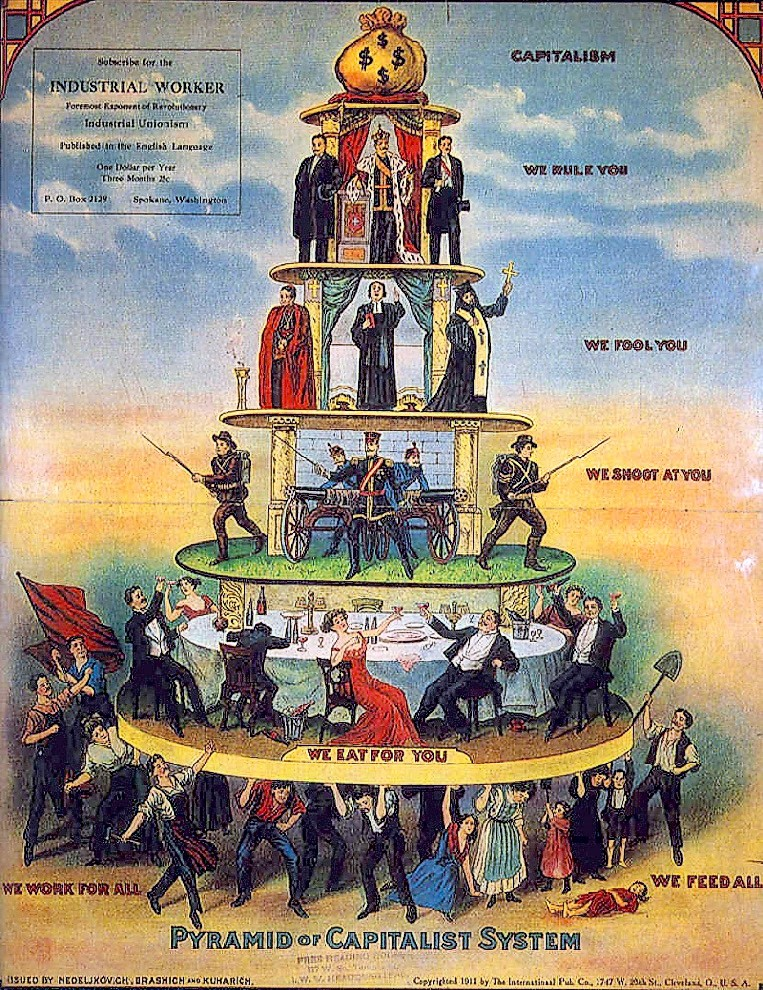
Піраміда капіталістичної системи, що підтримується робітниками

Робітничий рух — широкий термін, що означає соціальний рух, який представляє робітничий клас, на підтримку кампаній, які закликають роботодавців і політичні уряди поліпшити становище робітників та їхніх сімей, і відстоювання своїх інтересів, особливо шляхом боротьби за прийняття або зміну законодавства, що регулює трудові відносини.
Робітничий рух у строгому сенсі — організаційне злиття ремісників і найманих працівників у робітничі асоціації, профспілки, політичні партії для боротьби за поліпшення їхнього соціального стану та за політичні права в умовах капіталістичної експлуатації і політичного гноблення (наприклад заборона профспілок).

## Організаційні форми
Робітничий рух в строгому сенсі слова, особливо в Центральній Європі, як правило, складається з чотирьох основних напрямків:
- Профспілки представляють такі інтереси робітників на фабриках та інших підприємствах, як відстоювання більш високої заробітної плати та поліпшення умов праці.
- Робітничі партії, як політичні організації. Часто вони мають марксистське коріння (соціалістичні, соціал-демократичні або комуністичні партії)
- Кооперативи (наприклад, споживчі кооперативи, житлові кооперативи), як організації взаємодопомоги.
- Рекреаційні та освітні об'єднання, у тому числі такі, як робітничі освітні асоціації, спортивні клуби тощо.

## Історія

### Виникнення
Робітничий рух виник під час промислової революції, яка почалася у Великій Британії близько 1750 року. Запровадження машин на фабриках призводило до зростання продуктивності праці та вивільнення зайвих ткачів, прядильників і в'язальників. Це призвело до виникнення стихійного руху руйнування машин, відомого як Луддизм, який вважається одним із найперших робітничих рухів.
В 1799 році у Великій Британії був прийнятий закон, що заборонив всі об'єднання, тому що в цьому уряд вбачав загрозу вільній конкуренції. Але, незважаючи на закон було створено кілька невеликих спілок, які, однак, працювали в підпіллі. У 18 і на початку 19 століття були покарані і вислані до колоній нелегальні групи, наприклад такі, як «Толпуддлські мученики» з Дорсету. Спілки почали працювати відкрито тільки в 1824 році, коли заборона на профспілки, була скасована.

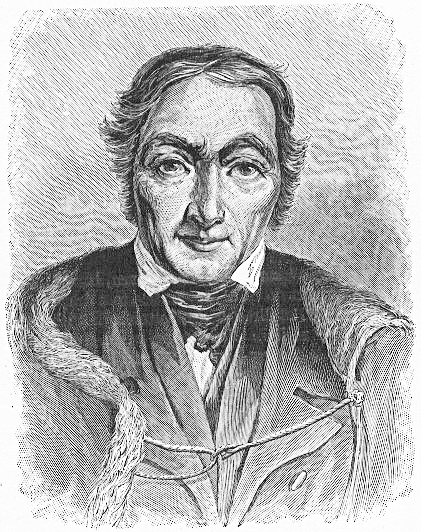
Роберт Оуен

Були сформовані кілька нових груп, в основному в гірничій та текстильній промисловості. В 1834 році з ініціативи промислового власника Роберта Оуена була створена Велика національна консолідована профспілка. Оуен втілював на текстильній фабриці в Нью-Ланарці свої власні ідеї про соціальні права працівників, які він відстоював у своїх працях та листах.
В середині 18-го століття в Англії з груп ремісників і робітників виникають політичні товариства, що боролися за загальне і рівне виборче право (рух чартистів).
Ранній робітничий рух мав різні форми організації та протесту. Вони варіюювалися від професійних спілок для взаємної допомоги до пролетарських асоціацій за виборче право, і коливалися між клопотаннями, депутаціями та страйками, бойкотами, масовими заворушеннями.
Основними вимогами раннього робітничого руху було: загальне виборче право (наприклад боротьба чартистів в Англії), свободу утворення асоціацій і зборів, свободу асоціацій і право на страйк. Однією із перших вимог (англійського) робітничого руху була також: «справедлива робота для справедливої заробітної плати». Для досягнення спільної мети гідного існування були виставлені вимоги встановлення мінімальної заробітної плати в колективному договорі або державним регулюванням, «вісім годин на день», пізніше «п'ять днів на тиждень», безпека праці, захисту від звільнення та захисту під час хвороби і безробіття.

### Ранній соціалізм
Соціалістичні коріння в робітничому русі беруть початок від Французької революції.
Франсуа-Ноель Бабеф започаткував рух «рівних», що відстоював ідеї суспільства рівних можливостей. Рух здобув прихильників в основному серед міських робітників. Для здійснення своєї мети Бабеф готував план повстання, але його було викрито і більшість змовників були ув'язнені.
Між тим, Сен-Сімон і Шарль Фур'є розвивають їдеї утопічного соціалістичного суспільства. Вони вважають, що ідеальне суспільство буде засноване на співпраці та принципі рівності мільйонів людей, панівних класів та інтелігенції. Для здійснення своїх ідей вони відкидають робітничий рух і звертаються з закликом до совісті панівних класів.

### Новий соціалізм
У Німеччині робітники практично не мали можливості виразити себе в політичному плані в 1830-х років — і 40-х. У 1833 році в Парижі була сформована перша німецька революційна організація, що називалася Комуністична ліга.

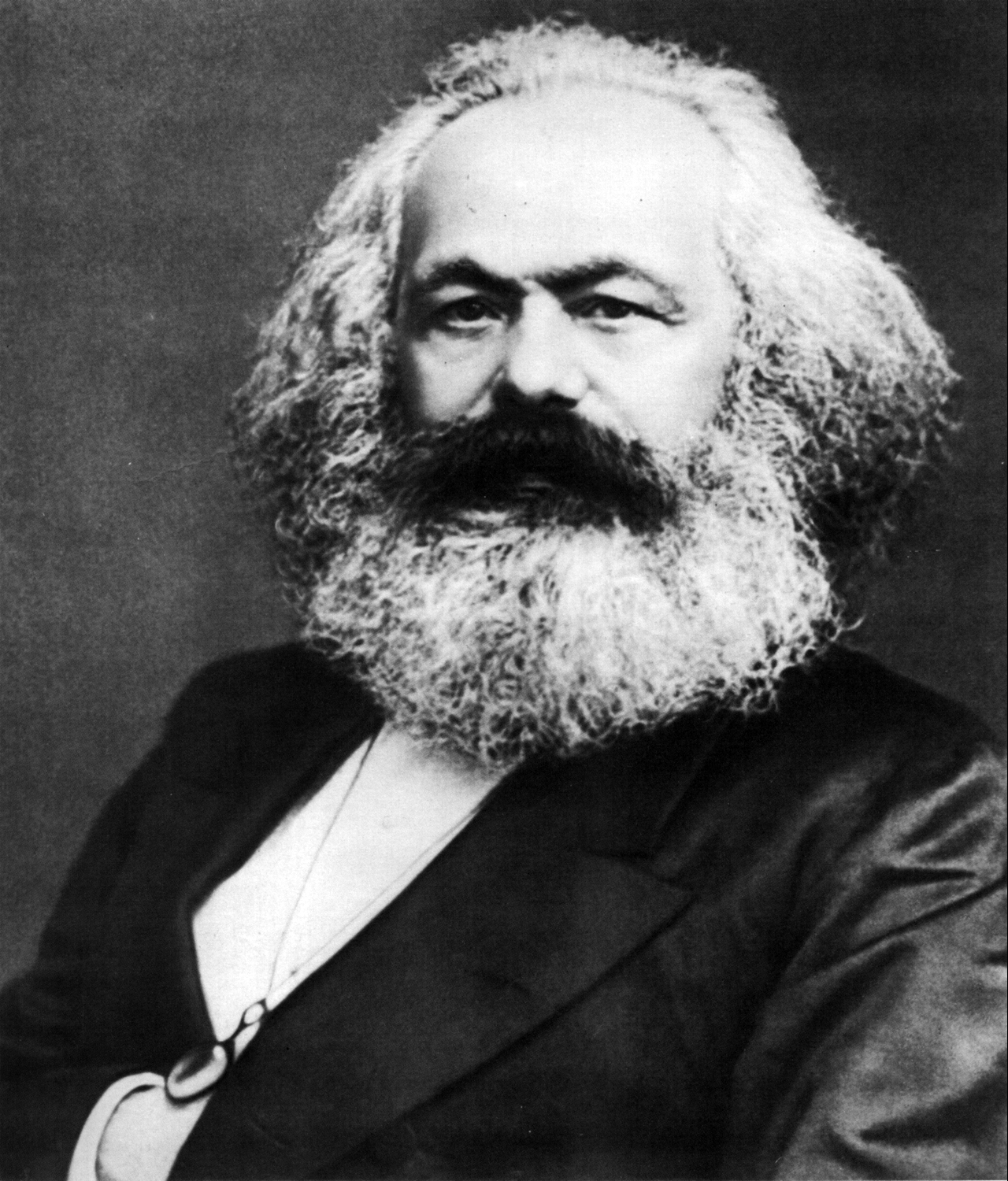
Карл Маркс

Підйом робітничого руху тісно пов'язаний з вуличними боями в революціях 1840-х років у ряді європейських країн. Карл Маркс і Фрідріх Енгельс були теоретиками соціалістичного-комуністичного напрямку в робітничому русі. З їхньої ініціативи у 1847 році в Лондоні був створений «Союз справедливих», від імені якого в лютому 1848 року був опублікований Маніфест Комуністичної партії. Цей маніфест зі своїм інтернаціональним гаслом «Пролетарі всіх країн, єднайтеся!» став основою політичної партії, що організовувала соціалістичний та пізніше комуністичний робітничий рух.
У Німецькому союзі Фердинандом Лассалем в 1863 році було засновано Всезагальний німецький робітничий союз. Між Лассалем і Марксом була незгода щодо низки ключових моментів у робітничому русі. Ця незгода обернулася у протистоянні ідеологій лассальянства та марксизму. Лассаль відстоював необхідність держави, яку Маркс хотів скасувати. Маркс вірив у важливість профспілок, які Лассаль вважав безнадійними. На початку 1850-х відбувся спад у робітничому русі в зв'язку з покращенням економічних умов.

### Перший Інтернаціонал
Наприкінці 1850-х років робітничий рух отримує новий стимул у зв'язку з економічною кризою. Під час робітничих страйків будівельників у Лондоні в 1859 році були завезені штрейкбрехери з континенту. Англійські робітники потім став ініціатором втілення французької ідеї міжнародного співробітництва в робітничому русі і заснували Перший Інтернаціонал (Міжнародне Товариство Робітників) в 1864 році. Карлу Маркс було доручено написання статуту. Генеральний статут організації, написаний 1871 року на основі тимчасового статуту, починався відомою фразою: «Звільнення робітничого класу повинно бути справою самих робітників». Міжнародні дії, однак, були скоріше символічними, аніж реальними. Але факт існування Міжнародної асоціації робітників стимулював багатьох. Організація надавала підтримку страйкам і була в змозі в деяких випадках запобігати штрейкбрехерству.

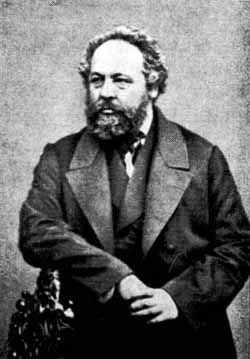
Михайло Бакунін

В 1868 році з вступом Бакуніна Інтернаціонал був вражений внутрішньою боротьбою. Бакунін і Маркс розійшлися в поглядах політики. Маркс, який був старшим в Інтернаціоналі, зосередив свою роботу на написанні «Капіталу».
Війна між Францією і Німеччиною, що почалася 1870 року закінчилася катастрофою для французької армії. Німецькі війська невдовзі почали облогу в Париж, що викликало значне невдоволення робітничих мас урядом. Зросли соціалістичні та анархістські рухи. Наприкінці 1870 робітники у Парижі, підняли збройне повстання, та захопили владу. Була створена Паризька комуна — тимчасовий орган державної влади. Але протягом двох місяців комуна була розгромлена.
Після розгрому комуни розвалився також Інтернаціонал. На конгресі в Гаазі в 1872 році відбувся розкол організації і вихід з нього анархістів.

### Готська програмаі період після Першого Інтернаціоналу
Після краху Інтернаціоналу у Німеччині вібувається злиття двох організацій — ревізіоністської, що очолював Лассаль, та марксистської, що була заснована у місті Ейзенах. Партія була заснована на конференції в місті Гота в 1875 році і називалася Соціалістична робітнича партія Німеччини (Sozialistische Arbeiterpartei Deutschlands). Маркс пише критичний аналіз програми партії, яка пізніше була названа Енгельсом «Критика Готської програми».
З ініціативи Бісмарка приймаються анти-соціалістичний закон, що був спрямований проти партії. Незабаром, партія, яка діє нелегально, отримує своїх представників у парламенті.
У Франції робітничий рух був практично розгромлений після Паризької Комуни. Закон 1872 року заборонив місцеві організації Інтернаціоналу. Один з лідерів їх відновлення був Жюль Гед, який став засновником Французької робітничої партії (Parti Ouvrier Français) за моделлю німецької. У партії був також зять Карла Маркса — Поль Лафарг. Але єдність робітників була недовгою. Незабаром утворилася нова робітнича партія і Гед реорганізував свою.

### Другий інтернаціонал

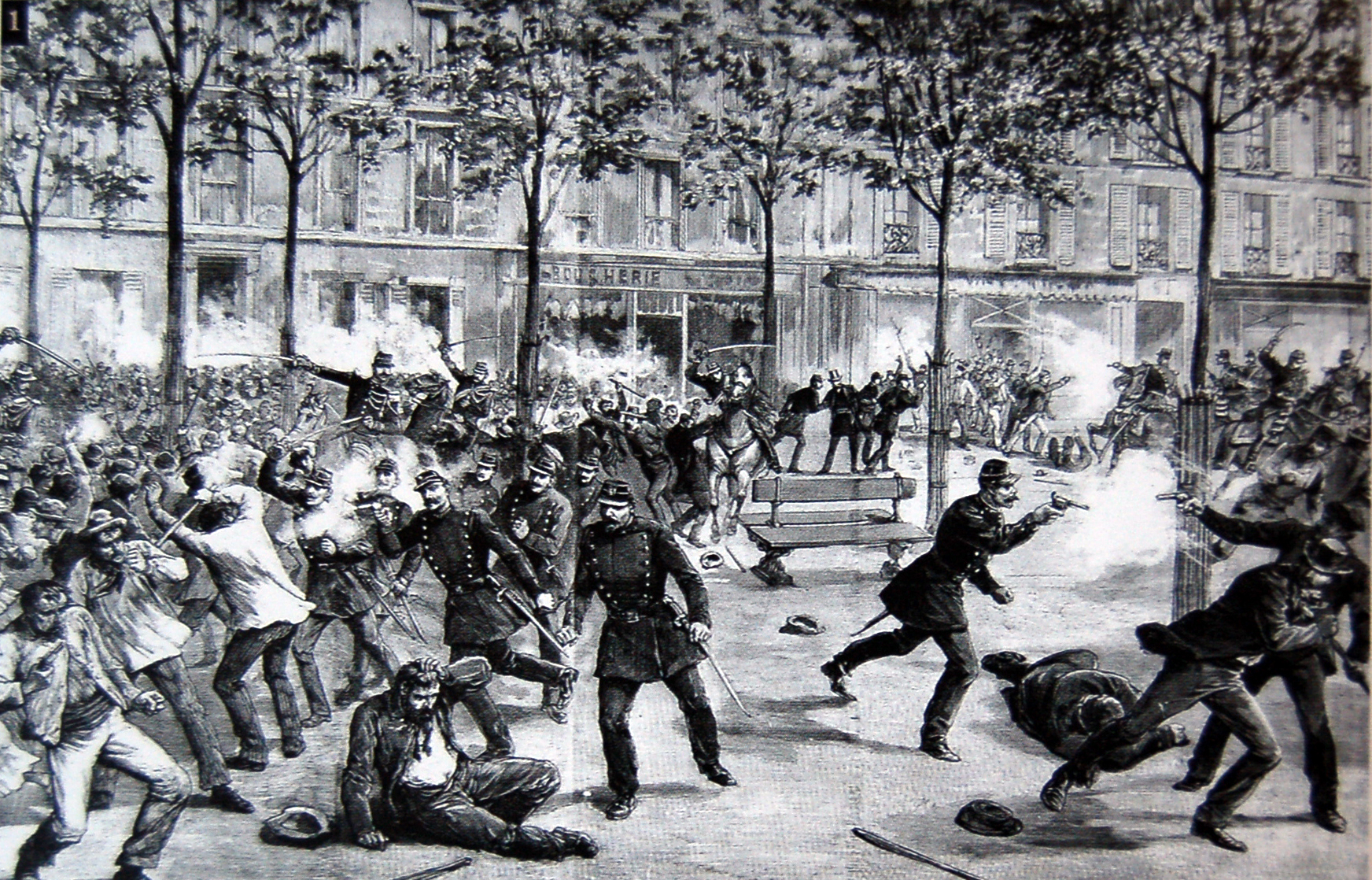
Маївка у Парижі 1891 року

Формування другого Інтернаціоналу відбулося в Парижі в 1889 році. Серед його засновників зокрема були Вільгельм Лібкнехт, Август Бебель, Едуард Бернштейн, Жюль Гед, Віктор Адлер і Кейр Харді. Інтернаціонал відігравав значну роль у політичному житі до Першої світової війни. Після бунту на Сінній площі 1 травня 1886 року в Чикаго, Інтернаціонал вирішив оголосити Перше травня Днем міжнародної солідарності трудящих у 1889 році, а перша маївка відбулася 1890 року.
У Німеччині після невдалих спроб Бісмарка задушити рух, почались спроби інтегрувати соціалістів. Після скасування «виняткового» соціалістичної закону в 1890 році, соціал-демократи в Німеччині починають перебудовувати свою справу.
На з'їзді в Ерфурті приймається нова програма партії, яка отримала назву Ерфуртська програма, написана частково Карлом Каутським. Ця програма була вичищена від антисемітизму Лассаля, який залишився з Готської програми. Під егідою партії діяв жіночий та молодіжний рух.
Наприкінці 1800-х років почався розкол в робітничому русі в Німеччині між марксистським та ревізіоністським крилом. У 1903 році партія отримала найбільше голосів на виборах. В цей час почало виділятися ліве крило у партії, яке очолювали Роза Люксембурґ і Карл Лібкнехт.
Після російської революції 1905 року відбулося значне пожвавлення робітничого руху в усій Європі.
Ідеали міжнародної солідарності між робітниками не змогли протистояти націоналістичним силам, які розв'язали Першу світову війну.

### Третій інтернаціонал
Третій (Комуністичний) Інтернаціонал (Комінтерн) був союзом комуністичних і робітничих партій світу, які розділяли комуністичний світогляд. Інтернаціонал на чолі з Григорієм Зінов'євим був створений у Москві в 1919 році, і розпущений Сталіним у 1943 році. Штаб-квартира знаходилася в Москві, а найдовше його головою був болгарський комуніст Георгій Димитров.

## Робітничий рух у світі

Червоний прапор як символ робітничого руху

### Північна Європа
У 1889 році було засновано Соціал-демократичну робітничу партію Швеції, яка традиційно має значний вплив у робітничому русі Швеції. З 1910 року діє Центральна організація робітників Швеції. У 1921 році з лівого крила соціал-демократичної партії виділилася Комуністична партія.
У 1871 році у Данії було засновано Соціал-демократичну партію, а у 1898 Центральну організацію конфедерації профспілок Данії. В останні роки відбулося ослаблення зв'язків між соціал-демократами та робітничим рухом.
У 1887 році була заснована Норвезька робітнича партія. У 1899 створено Центральне об'єднання профспілок Норвегії.
У 1899 році на з'їзді у місті Турку була заснована Фінська робітнича партія.
В 1916 році було створено Ісландську федерацію праці. В парламенті Ісландії робітничий рух представлений Соціал-демократичним альянсом та Ліво-зеленим рухом. Лауреат Нобелівської премії Галдор Лакснесс, що створив кілька книг у дусі соціального реалізму, був прихильником соціалістичного руху.
В 1972 році було створено Раду профспілок північних країн. Її організації-члени складаються з національних профспілок Данії, Фінляндії, Ісландії, Гренландії, Норвегії та Швеції. Всі разом вони включають більше ніж 9 мільйонів чоловік, що становить близько двох третин від загальної кількості найманих працівників північних країн.

### Центральна Європа
Після війни поразки у війні в 1918 році робітничий рух в Угорщині значно посилився. Було створено Угорську комуністичну партію, яку очолив Бела Кун. Партія прийшла до влади наприкінці 1918 року і 21 березня 1919 року і проголосила Угорську Радянську Республіку.
Самостійний робітничий рух у Чехії виник в 1870-х роках. У 1878 році утворилася Чеська соціал-демократична партія.
У серпні 1891 на Бузлуджанському з'їзді під керівництвом Д. Влагоєва було створено Болгарську соціал-демократичну партію.

### Західна Європа
Перший реальний організований робітничий рух виник в Іспанії під час Іспанської революції 1868 року, за допомогою Інтернаціоналу.
Перша робітнича партія Іспанії, Іспанська соціалістична робітнича партія, заснована соціалістом Пабло Іглесіасом в 1879 році. А в 1890 році партія взяла участь у виборах до парламенту і муніципальних зборів.
На з'їзді партії в 1921 році відкололася майже половина членів партії, що сформували іспанську компартію.
Робітничий рух у Італії досяг свого розквіту до захоплення влади фашистами. У післявоєнний період італійська мафія (яка в значній мірі зникла під час фашистського режиму) використовувалася для придушення страйків та інших дій.
Профспілкові організації Бельгії виникли ще в першій половині XIX ст. Це були вузькі, цехові, роздроблення, в більшості випадків нелегальні організації. У 1898 на з'їзді в Верв'є Робітнича партія Бельгії постановила утворити спеціальну «Синдікальную комісію» для керівництва професійними спілками. Вона була організована в 1899, і профспілки Бельгії протягом 40 років представляли один з відділів робітничу партію.
1899 року у Великій Британії була створена Лейбористська партія під назвою Комітет робітничого представництва, в результаті резолюції конгресу тред-юніонів.

### Америка
У 1886 році було засновано Американську федерацію праці (АФП).
У Чилі робітничий рух має відносно давню історію. Вже наприкінці 1800-х почали виникати профспілкові організації. В 1909 році було створено першу Національну асоціацію профспілок Чилі. Організації провели кілька страйків, які були, в першу чергу, спрямовані на поліпшення умов робітників.
Кубинський робітничий рух став розвиватися з кінця 1800-х років. Але справжній прорив був з 1920-х років. Перша національна асоціація профспілок у Кубі була створена 1924 року.
У Бразилії 2003 року був обраний соціалістичний президент, Луїз Інасіу Лула да Сілва, який брав активну участь у профспілковому русі.

### Азія та Австралія
Японська конфедерація профспілок — Сінренго (Nihon Rodo Kumiai Sorengokai — Shinrengo) була створена 21 листопада 1989 року в результаті злиття Генеральної ради профспілок Японії (СОХІО), заснованої у липні 1950 року, з Всеяпонською федерацією приватного сектора (РЕНГО), заснованою в листопаді 1987 року.
Перші профспілки в Новій Зеландії почали формуватися в 1860-х роках. Сьогодні, найбільшою профспілкою в Новій Зеландії є Новозеландська рада профспілок (НЗРП), яка є національною асоціацією профспілок. Інше велике об'єднання профспілок — «Новозеландська федерація праці», було засновано в 1937 році.